# Steve Williams
Steve Williams, född den 15 april 1976 i Royal Leamington Spa i Storbritannien, är en brittisk roddare.
Han tog OS-guld i fyra utan styrman i samband med de olympiska roddtävlingarna 2008 i Peking.

## Utmärkelser
- Riddare av Brittiska imperieorden,  2005
- Officer av Brittiska imperieorden,  2009

[Redigera Wikidata]